# Joan Walsh Anglund
Joan Walsh Anglund (Hinsdale, 3 de enero de 1926-Litchfield, 9 de marzo de 2021) fue una poetisa, autora e ilustradora estadounidense de libros infantiles. A Friend Is Someone Who Likes You (Un amigo es alguien a quien le gustas), su primer libro infantil, vendió más de cuatro millones de copias y fue nombrado uno de los 10 libros infantiles mejor ilustrados del año por el New York Times. Publicó más de 120 libros y, en 2014, había vendido más de 45 millones de libros en todo el mundo.

## Biografía
Anglund nació el 3 de enero de 1926 en Hinsdale, Illinois. Sus padres eran Thomas y Mildred Walsh. Estudió en el Instituto de Arte de Chicago y en la Academia Americana de Arte a mediados de los años cuarenta. Conoció a su marido, el actor y dramaturgo Bob Anglund, en 1946. Se casaron en 1947 y se mudaron a Pasadena, California.
Empezó a escribir en la década de 1950, tras mudarse a Nueva York desde el Medio Oeste.
Su poesía impresionó tanto a Maya Angelou, la poeta y autora de “Sé por qué canta el pájaro enjaulado”, que comenzó a citar una de las frases de Joan Walsh Anglund: “Un pájaro no canta porque tiene una respuesta, canta porque tiene una canción.” Muchos atribuyeron erróneamente la cita a Maya Angelou.
En 2015 se emitió un sello del Servicio Postal de los Estados Unidos en conmemoración de la autora y poetisa estadounidense Maya Angelou con la ya mencionada cita de Joan Walsh Anglund, aunque el sello aparentemente atribuye la cita a Angelou. La cita pertenece al libro de poemas de Anglund A Cup of Sun (1967). El presidente Obama también atribuyó erróneamente la frase a Angelou durante la presentación de la Medalla Nacional de las Artes y la Medalla Nacional de Humanidades de 2013.
Anglund tuvo dos hijos, Joy Anglund Harvey y Todd.
Anglund falleció el 9 de marzo de 2021 en su casa en el condado de Litchfield, Connecticut, a los 95 años, a causa de una insuficiencia cardíaca.

## Obras

### Poesía para niños
- The Golden Treasury of Poetry, 1959
- The Golden Book of Poems for the Very Young, 1971

### Poesía para adultos
- A Cup of Sun, 1967
- A Slice of Snow, 1970
- Goodbye, Yesterday, 1974
- Almost a Rainbow
- Memories of the Heart
- Circle of the Spirit
- The Song of Love
- The Crocus in the Snow
- The Way of Love

### Libros para niños
- A Friend Is Someone Who Likes You, Harcourt, 1958
- The Brave Cowboy, Harcourt, 1959
- Look out the Window, 1959
- Love Is a Special Way of Feeling, 1960
- In a Pumpkin Shell, Harcourt, 1960
- Cowboy and His Friend
- Christmas Is a Time of Giving, 1961
- Nibble Nibble Mousekin
- Spring Is a New Beginning, 1963
- Childhood is a time of innocence, 1964
- Cowboy's Secret Life
- A Pocketful of Proverbs, Collins, 1965
- The Joan Walsh Anglund Sampler
- Un Ami, C'Est Quelqu'un Qui T'aime
- A Book of Good Tidings
- What Color is Love?
- A Year is Round
- Babies Are a Bit of Heaven, 2002
- Love Is the Best Teacher, 2004
- Faith Is a Flower, 2006

## Recepción de la crítica
El New York Times reseñaba con regularidad los libros infantiles de Anglund, describiendo el universo narrativo creado por Anglund como tranquilizador y confortable.